# Râul Stavnic
Râul Stavnic sau Râul Durduc este un curs de apă, afluent al râului Bârlad. Pe acest râu a fost amenajat Barajul Căzănești.

## Fotogalerie

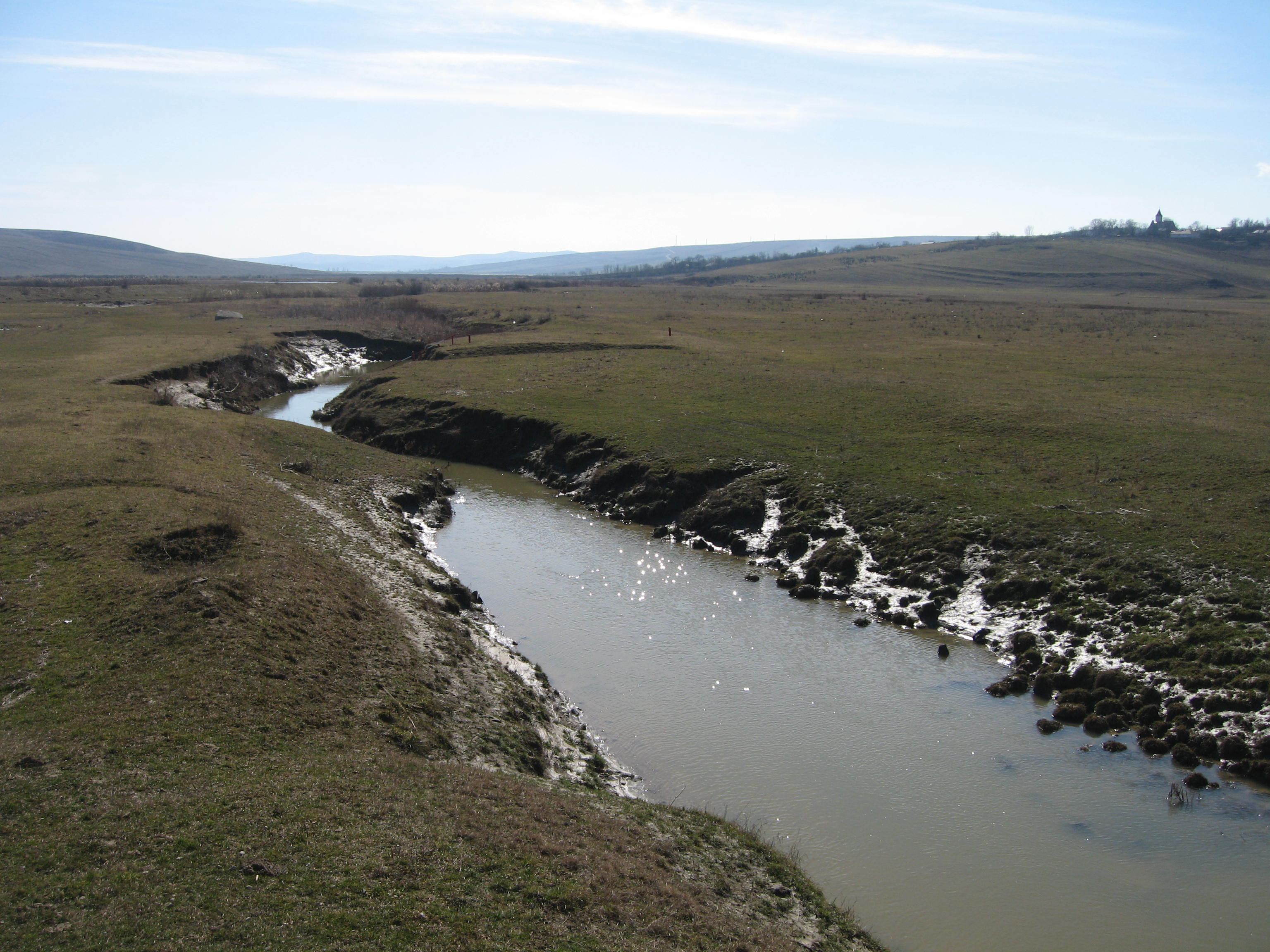
Râul Stavnic fotografiat în apropierea localităţii Frenciugi